# Усохи (Борисовський район)
Усохи (біл. вёска Усохі) — село в складі Борисовського району Мінської області, Білорусь. Село підпорядковане Іканській сільській раді, розташоване в північно-східній частині області.